# Skwer Janusza Ziółkowskiego w Poznaniu
Skwer Janusza Ziółkowskiego – skwer w Poznaniu, na terenie jednostki pomocniczej Osiedle Stary Grunwald, na Ostrorogu, zlokalizowany pomiędzy ulicami: Grochowską, Marcelińską i Rycerską (po wschodniej stronie ul. Grochowskiej). Uchwała o nadaniu nazwy została podjęta przez Radę Miasta Poznania na sesji w dniu 3 września 2013.

## Charakterystyka
Pierwsze działania w kierunku uhonorowania patrona podejmowano od 2000, a inicjatorem była Rada Osiedla J. Ostroroga (obecnie w obrębie Osiedla Stary Grunwald). Teren wybrano kierując się przesłankami historycznymi - prof. Janusz Ziółkowski mieszkał w tym rejonie Grunwaldu i był z nim związany emocjonalnie, co podkreślał (przechodził przez teren skweru wielokrotnie - np. do pobliskiego kościoła św. Jerzego lub do położonej na skraju skweru restauracji Hajduczek czy kiosku z gazetami). Także rodzina Ziółkowskiego zamieszkuje okoliczne ulice. 
W czerwcu 2014 odsłonięto na skwerze obelisk z piaskowca ku czci patrona (projektantką jest prof. Hanna Ograbisz-Krawiec z Wydziału Artystyczno-Pedagogicznego UAM w Kaliszu). Rewitalizacja tego terenu została zaprojektowana według koncepcji Ewy Konkiewicz. Obelisk jest zwieńczony symbolicznym orłem i stylizowanymi literami UAM. Całość uzupełnia mała architektura. W uroczystości odsłonięcia pomnika udział wzięli: rektor UAM Bronisław Marciniak, prezydent Poznania Ryszard Grobelny i metropolita poznański Stanisław Gądecki.
Otoczenie skweru stanowią budynki wielorodzinne, handel i usługi.